# Séoul
Séoul (/se.ul/ ; en coréen : 서울 ; RR : Seoul, /sʌ.ul/ ), officiellement la ville spéciale de Séoul (hangeul : 서울특별시 ; hanja : 서울特別市 ), est la plus grande ville, et la capitale de la Corée du Sud. Si Séoul reste le siège de l'Assemblée nationale et de la présidence, nombre de ministères et d'institutions nationales ont été transférées dans la ville nouvelle de Sejong, capitale administrative de facto depuis 2013.
Située sur le fleuve Han, au nord-ouest du pays, elle compte une population d'environ onze millions d'habitants intra-muros et 27 625 000 dans son aire urbaine (qui inclut notamment Incheon), ce qui fait d'elle la quatrième mégapole la plus peuplée au monde après Tokyo, São Paulo et Jakarta, et juste devant Manille et donc la plus peuplée du pays. En outre, la ville est le lieu de résidence de plus de la moitié de la population sud-coréenne. La zone démilitarisée marquant la frontière avec la Corée du Nord (DMZ) est, quant à elle, à environ 45 kilomètres du centre-ville.
Fondée il y a deux mille ans par le royaume Baekje, l'un des Trois Royaumes de Corée, Séoul est pendant plus de cinq cents ans la capitale du royaume de Joseon. À la fin du XIXe siècle, rompant avec une longue tradition d'isolement, Séoul s'ouvre aux étrangers et notamment aux États-Unis : elle est la première ville d'Asie de l'Est à avoir l'électricité, l'eau courante, le téléphone et un réseau de tramway. Occupée par le Japon de 1910 à 1945 et rebaptisée Gyeongseong, la ville devient la capitale de la république de Corée lors de sa proclamation en 1948. Elle sera gravement endommagée lors des conflits de la guerre de Corée, dont la bataille de Séoul fut l'un des évènements majeurs : le palais de Gyeongbokgung et sa grande porte sont notamment incendiés. Reconstruite dans les années 1960 et 1970, avec l'aide des États-Unis, elle connaît une forte industrialisation et devient le visage d'une Corée du Sud en voie de modernisation.
Siège des plus grandes entreprises coréennes (les chaebol, hangeul : 재벌), dont Samsung, LG et Hyundai, Séoul est considérée comme une ville globale. Son niveau de vie très élevé et son PIB – le quatrième au monde pour une aire urbaine après Tokyo, New York et Los Angeles – en font l'un des principaux centres économiques au monde. Le quartier branché de Gangnam et la Digital Media City concentrent des entreprises dans les nouvelles technologies. La ville compte de nombreux bâtiments à l'architecture futuriste, comme le Dongdaemun Design Plaza et la Lotte Super Tower 123, qui atteint les 555 mètres de hauteur en 2016 et dépasse la N Seoul Tower. Symbole de son rayonnement, Séoul a organisé plusieurs grands évènements internationaux, dont les Jeux asiatiques de 1986, les Jeux olympiques d'été de 1988, la Coupe du monde de football 2002 et le Sommet du G20 de novembre 2010.
Importante destination touristique, Séoul compte trois monuments classés au patrimoine mondial de l'UNESCO : le palais de Changdeokgung, le sanctuaire de Jongmyo et plusieurs tombes royales de la dynastie Joseon. En raison de sa forte densité de population, plus de trois millions de véhicules y sont comptabilisés, ce qui entraîne des embouteillages quotidiens, même au-delà de minuit. Enfin, en tant que cœur culturel du pays, Séoul est le berceau de la K-pop et de la diffusion de la culture coréenne à travers le monde (hallyu, hangeul : 한류).
En 2018, Séoul a rejoint le mouvement Fab City, suivant l'appel lancé par le maire de Barcelone, Xavier Trias, à ce que toutes les villes du monde deviennent autosuffisantes pour 2054.

## Histoire

### Origines

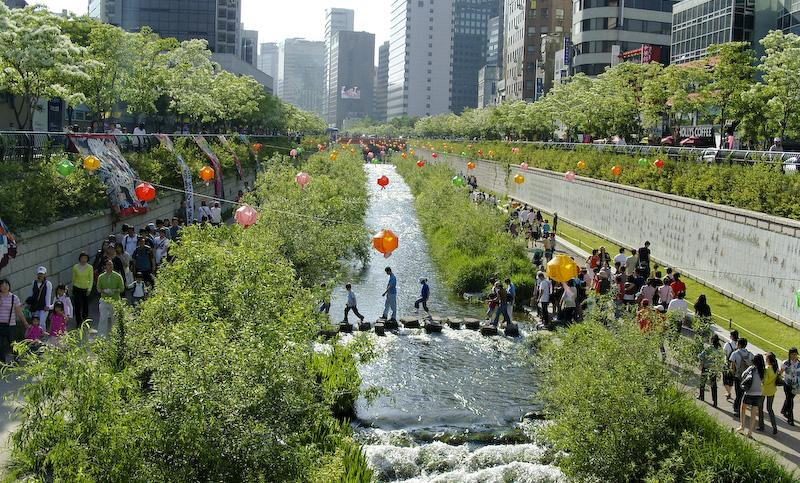
Cheonggyecheon.

On pense que les premiers hommes habitaient le long des berges inférieures du fleuve Han pendant le paléolithique, car des ruines préhistoriques ont été déterrées à Amsa-dong (village), Gangdong-gu (district). Avec l'introduction du bronze vers 700 ans av. J.-C., les hommes se sont progressivement dispersés du bassin du fleuve vers les régions intérieures. L'histoire de Séoul remonte à 18 av. J.-C. Cette année-là, le nouveau royaume de Baekje construisit sa capitale dans la région de Séoul sous le nom de Wiryeseong (위례성 ; 慰禮城). À l'époque où les Trois Royaumes se disputaient l'hégémonie de la Corée, Séoul fut souvent le site où se réglèrent les conflits. On considérait que le royaume qui contrôlait la région aux alentours était capable de contrôler toute la péninsule. C'est pourquoi au XIe siècle le dirigeant de la dynastie Goryeo construisit un palais à Séoul, qui était considérée comme la Capitale du Sud.
La ville vit changer son nom de Hanyang (한양 ; 漢陽) en Hanseong (한성 ; 漢城) lorsqu'elle devint la capitale de la dynastie Joseon en 1394 (elle fut connue sous ce nom en chinois, Hancheng, jusqu'en octobre 2005, date à laquelle le nom de Shou'er (首爾) fut adopté à la demande du maire de Séoul). Elle fut rebaptisée Gyeongseong (경성 ; 京城 ; Keijō en japonais) lors de l'occupation japonaise et retrouva finalement le nom de Séoul à la libération en 1945. Ce nom avait été utilisé depuis le royaume Silla (57 av. J.-C.-935) ; il provient des mots anciens seobeol ou seorabeol. Tous deux désignaient Gyeongju, alors capitale de Silla, et signifiaient « ville capitale ». Ils furent ensuite translittérés en plusieurs types reflétant les changements progressifs au cours du temps et arrivèrent à Séoul. Le hanja gyeong (京) signifie aussi « capitale » et est utilisé pour représenter Séoul dans les noms des lignes ferroviaires et des autoroutes, par exemple la ligne ferroviaire Gyeongbu (Séoul-Busan) et l'autoroute Gyeongin (Séoul-Incheon).

### Époque moderne

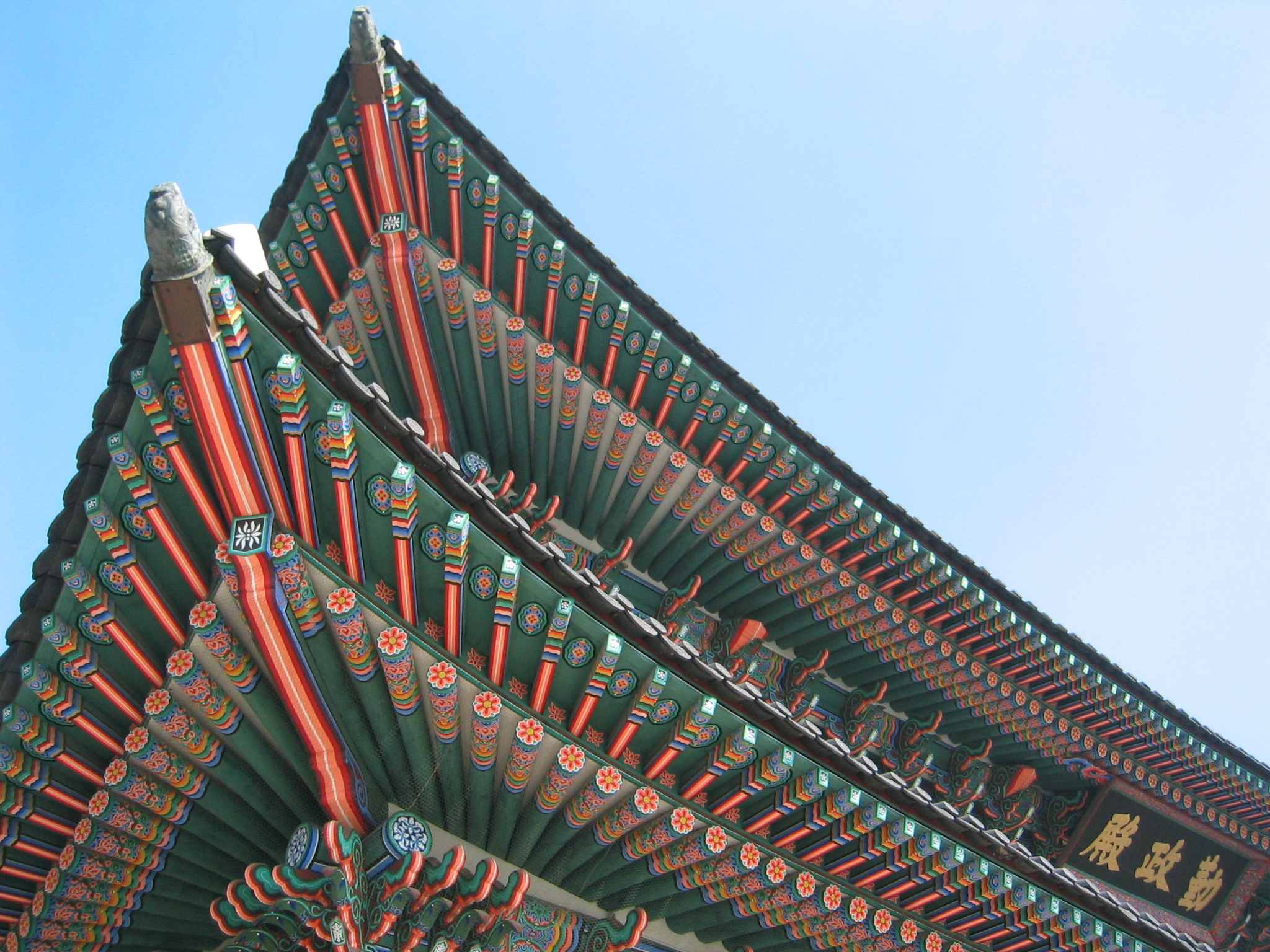
Palais royal de Gyeongbokgung.

Vers la fin du XIXe siècle, après des centaines d'années d'isolement, Séoul a ouvert ses portes aux étrangers et a commencé à se moderniser. Elle est devenue la première ville en Asie de l'Est à avoir l'électricité, le tramway, l'eau courante, le téléphone, et le télégraphe. Beaucoup de ces innovations étaient dues au commerce avec les États-Unis. Par exemple, la Seoul Electric Company, Seoul Electric Trolley Company, et Seoul Fresh Spring Water Company étaient des entreprises aux capitaux américains. En 1904, un citoyen des États-Unis nommé Angus Hamilton a visité la ville et a dit : « Les rues de Séoul sont magnifiques, spacieuses, propres, admirablement faites et bien drainées. Les voies étroites, sales ont été élargies, les gouttières ont été couvertes, les chaussées sont agrandies. Séoul est dans la mesure de devenir la plus importante, la plus intéressante et la plus propre des villes dans l'est ».
En 1905, le Japon établit un protectorat en Corée, à la suite du traité de Portsmouth qui clôt la guerre russo-japonaise, faisant de Séoul une capitale coloniale. Sous l'occupation japonaise (1910-1945), la ville a été appelée Gyeongseong (en japonais Keijō). Le 1er mars 1919, des centaines de milliers de personnes ont manifesté contre la colonisation japonaise ; la répression de la manifestation fait 7 500 morts. Le Japanese General Government Building (détruit en 1995) a servi comme siège du Gouvernement colonial japonais.

### Capitale de la Corée du Sud

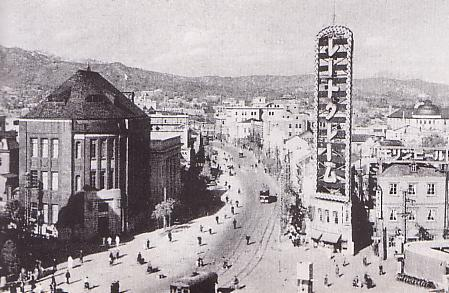
Porte de Namdaemun en 1937.

Après la Seconde Guerre mondiale et la libération de la Corée, la ville a pris son nom actuel. Lorsque la république de Corée (Corée du Sud) a été proclamée en 1948, le nouvel état a adopté la ville comme la capitale. En 1950, la guerre de Corée a éclaté et Séoul a changé quatre fois d'occupants entre les Coréens du nord appuyés par la Chine et les Coréens du sud soutenus par l'ONU lors des batailles de Séoul, la ville a été gravement endommagée pendant cette guerre. Une évaluation des dégâts a montré qu'au moins 191 000 bâtiments, 55 000 maisons, et 1 000 usines étaient en ruines. De plus, une foule de réfugiés du Nord est venue peupler la ville, qui était déjà en pénurie de logements. Avec les afflux de réfugiés, la population était estimée à 2 500 000 personnes à la fin de la guerre.
Avec l'aide des États-Unis, Séoul est devenu le centre d'une reconstruction immense et de modernisation. La croissance économique rapide accomplie pendant l'industrialisation des années 1960 et 1970 a considérablement élevé le niveau de vie des habitants. Les tours de bureaux et les appartements ont commencé à pousser partout dans la ville pendant le boom des constructions des années 1980. La pollution et les embouteillages sont devenus des problèmes majeurs alors que l'urbanisation dans le pays s'accélère et de plus en plus de personnes ont commencé à migrer vers Séoul et ses régions environnantes. En dépit d'une ceinture verte établie autour de la ville pour éviter l'étalement urbain, la zone métropolitaine de Séoul va aussitôt devenir l'une des plus grandes du monde en nombre d'habitants et une des plus entassées. Séoul est alors l'une des métropoles les plus chères et les plus polluées au monde.
Avant l'ouverture des Jeux olympiques de 1988, les autorités font arrêter de nombreux vagabonds, dont de nombreux enfants, afin de donner à l'étranger une image plus positive de Séoul. Les personnes arrêtées sont envoyées dans des camps où elles subissent de nombreux sévices conduisant certaines d'entre elles à la mort.
Pendant les années 1990, la ville a commencé à attirer beaucoup d'ouvriers d'autres pays. Précédemment, presque tous les résidents de Séoul étaient coréens, à l'exception d'une petite minorité chinoise. En juin 2025, il est estimé que 269 893 ressortissants étrangers habitent à Séoul. Ceux-ci incluent des travailleurs du Bangladesh, de Chine, d'Inde, d'Indonésie, de Mongolie, du Nigeria, du Pakistan, des Philippines, d'Ouzbékistan et du Viêt Nam. En tant que centre d'affaires, commercial et financier majeur, Séoul a aussi beaucoup de cadres et d'analystes venus d'Amérique du Nord, d'Europe et du Japon. Séoul est 7e au classement mondial des pays ayants le plus de sociétés multinationales listées au Fortune Global 500.
En 2020, le maire de la ville depuis 2011, Park Won-soon, est retrouvé mort d'un suicide apparent après avoir été porté disparu pendant quelques heures. Le suicide fait suite à la plainte déposée par une de ses secrétaires pour harcèlement sexuel.

## Géographie

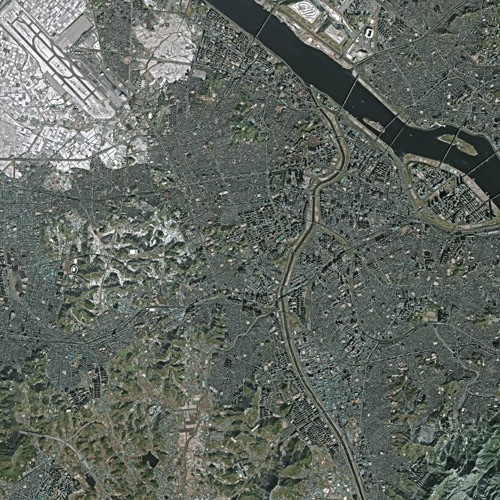
Séoul vue par le satellite Spot.

### Situation géographique
Le centre historique, à 30 km de la mer Jaune, s'est édifié sur un site adossé à la montagne et ouvert vers le fleuve Han, répondant ainsi à des critères géomanciques favorables. La colline de Namsan (la montagne du sud), juste au sud du centre historique, est maintenant un point de repère pratique permettant de repérer le centre ville de presque partout, grâce à sa tour de télévision.
La frontière avec la Corée du Nord est située à 45 km du centre-ville.

### Hydrographique
Le Han traverse la ville d'est en ouest, en formant un « W », une quarantaine de kilomètres avant son estuaire. La ville est également traversée par cinq autres cours d'eau : le Seongnae, le Banpo, le Tan qui prend sa source non loin d'Yongin, le Jungnang qui prend sa source dans le mont Bulgok (불곡산) non loin de la ville de Yangju dont l'un des affluents est le célèbre Cheonggye et l'Anyang qui prend sa source non loin d'Uiwang.
Plus de vingt ponts permettent de franchir le fleuve.

### Démographie
À la fin du premier trimestre 2010, Séoul comptait 10,46 millions d'habitants dont 255 501 étrangers.
La densité s'avère particulièrement élevée compte tenu de l'espace important occupé par les montagnes et cours d'eau. La majorité des habitants réside dans des blocs d'appartements pouvant compter jusqu'à plusieurs milliers d'unités, un modèle rendu populaire à la fin des années 1960 pour accompagner l'exode rural parallèle au développement industriel du pays.
Les précédentes explosions démographiques eurent lieu vers la fin de l'occupation japonaise, puis à la libération, puis au lendemain de la guerre de Corée, en particulier grâce à l'afflux de réfugiés venus du Nord.
Le taux de fécondité à Séoul n'est que de 0,69 enfant par femme en 2019. L’effondrement de la natalité s’expliquerait par un système économique qui multiplie les exclus, une société de plus en plus solitaire et le manque de confiance en l'avenir.
| Année | Population |
| ----- | ---------- |
| 1428  | 103 328    |
| 1660  | 200 000    |
| 1881  | 199 100    |
| 1890  | 192 900    |
| 1899  | 211 200    |
| 1902  | 196 600    |
| 1906  | 230 900    |
| 1910  | 278 958    |
| 1915  | 241 085    |
| 1920  | 250 208    |

| Année              | Population |
| ------------------ | ---------- |
| 1er octobre 1925   | 336 349    |
| 1er octobre 1930   | 355 426    |
| 1er octobre 1935   | 404 202    |
| 1er octobre 1940   | 930 547    |
| 1er octobre 1944   | 947 630    |
| 1er mai 1949       | 1 418 025  |
| 1er janvier 1952   | 648 432    |
| 1er septembre 1955 | 1 574 868  |
| 1er décembre 1960  | 2 445 402  |
| 1er octobre 1966   | 3 793 280  |
| 1er octobre 1970   | 5 433 198  |

| Année             | Population |
| ----------------- | ---------- |
| 1er octobre 1975  | 6 889 502  |
| 1er novembre 1980 | 8 364 379  |
| 1er novembre 1985 | 9 639 110  |
| 1er novembre 1990 | 10 612 577 |
| 1er novembre 1995 | 10 231 217 |
| 1er novembre 2000 | 9 895 972  |
| 1er janvier 2005  | 10 349 312 |
| 1er janvier 2010  | 9 794 304  |
| 1er janvier 2015  | 9 904 312  |
| 1er janvier 2020  | 9 586 195  |

### Climat
Séoul dispose d'un climat continental humide, du même type qu'à New York, avec des étés marqués par leur forte chaleur et leur humidité, et des hivers pouvant être rudes. La température moyenne annuelle est de 12,2 °C. La différence de température entre les saisons est très importante ; ainsi, la température maximale en été totalise en moyenne 30 °C, tandis que les températures minimales hivernales oscillent autour de −8 °C.
| Mois                                             | jan.       | fév.       | mars       | avril     | mai       | juin      | jui.      | août      | sep.      | oct.      | nov.       | déc.       | année      |
| ------------------------------------------------ | ---------- | ---------- | ---------- | --------- | --------- | --------- | --------- | --------- | --------- | --------- | ---------- | ---------- | ---------- |
| Température minimale moyenne (°C)                | −5,5       | −3,2       | 1,9        | 8         | 13,5      | 18,7      | 22,3      | 22,9      | 17,7      | 10,6      | 3,5        | −3,4       | 8,9        |
| Température moyenne (°C)                         | −1,9       | 0,7        | 6,1        | 12,6      | 18,2      | 22,7      | 25,3      | 26,1      | 21,6      | 15        | 7,5        | 0,2        | 12,8       |
| Température maximale moyenne (°C)                | 2,1        | 5,1        | 11         | 17,9      | 23,5      | 27,6      | 29        | 30        | 26,2      | 20,2      | 11,9       | 4,2        | 17,4       |
| Record de froid (°C) date du record              | −22,5 1931 | −19,6 1913 | −14,1 1915 | −4,3 1972 | 2,4 1917  | 8,8 1981  | 12,9 1976 | 13,5 1940 | 3,2 1928  | −5,1 1942 | −11,9 1970 | −23,1 1927 | −23,1 1927 |
| Record de chaleur (°C) date du record            | 14,4 1932  | 18,7 2004  | 23,8 2014  | 29,8 2005 | 34,4 1950 | 37,2 1958 | 38,4 1994 | 39,6 2018 | 35,1 1939 | 30,1 1913 | 25,9 2011  | 17,7 1968  | 39,6 2018  |
| Ensoleillement (h)                               | 169,6      | 170,8      | 198,2      | 206,3     | 223       | 189,1     | 123,6     | 156,1     | 179,7     | 206,5     | 157,3      | 162,9      | 2 142,5    |
| Précipitations (mm)                              | 16,8       | 28,2       | 36,9       | 72,9      | 103,6     | 129,5     | 414,4     | 348,2     | 141,5     | 52,2      | 51,1       | 22,6       | 1 417,9    |
| Nombre de jours avec précipitations              | 6,5        | 5,8        | 7,4        | 7,8       | 9         | 9,9       | 16,3      | 14,6      | 9,1       | 6,3       | 8,7        | 7,4        | 108,8      |
| dont nombre de jours avec précipitations ≥ 10 mm | 0,3        | 0,8        | 1,2        | 2,5       | 2,9       | 3,5       | 7,9       | 6,7       | 3,3       | 1,7       | 1,6        | 0,5        | 32,9       |
| Humidité relative (%)                            | 56,2       | 54,6       | 54,6       | 54,8      | 59,7      | 65,7      | 76,2      | 73,5      | 66,4      | 61,8      | 60,4       | 57,9       | 61,8       |
| Nombre de jours avec neige                       | 7,1        | 5,1        | 2,8        | 0,2       | 0         | 0         | 0         | 0         | 0         | 0         | 2,3        | 6,4        | 23,9       |
| Nombre de jours avec brouillard                  | 0,7        | 0,9        | 0,9        | 0,9       | 1         | 1,2       | 2         | 0,3       | 0,3       | 0,2       | 1,2        | 0,7        | 10,3       |

| Diagramme climatique                                  |             |           |           |               |               |             |             |               |              |             |             |
| J                                                     | F           | M         | A         | M             | J             | J           | A           | S             | O            | N           | D           |
| 2,1−5,516,8                                           | 5,1−3,228,2 | 111,936,9 | 17,9872,9 | 23,513,5103,6 | 27,618,7129,5 | 2922,3414,4 | 3022,9348,2 | 26,217,7141,5 | 20,210,652,2 | 11,93,551,1 | 4,2−3,422,6 |
| Moyennes : • Temp. maxi et mini °C • Précipitation mm |             |           |           |               |               |             |             |               |              |             |             |

## Politique
Park Won-soon était maire de Séoul de 2011 à 2020. Seo Jung-hyup lui a succédé en 2020.

## Économie
La Corée du Sud a, en 2013, le 12e plus haut produit intérieur brut du monde et Séoul est classée mondialement 7e au nombre de multinationales appartenant au classement Fortune Global 500 :
- Samsung Electronics (삼성전자) : 14e au Fortune Global 500[20]
- LG (엘지 Lucky-GoldStar) : 72e (divisée en LG et en GS)
- Hyundai Motor (현대/현대 자동차) : 80e
- SK (에스케이) : 111e
- Samsung Life Insurance (삼성/삼성생명보험) : 427e (idem)
- Korea Electric Power (한국 전력공사) : 240e
- Kookmin Bank (국민은행) : 364e
- Hanjin/Korean Air (한진 그룹) : 381e
- SK Networks (에스케이 텔레콤) : 467e
- Fila

## Transports

### Transports en commun

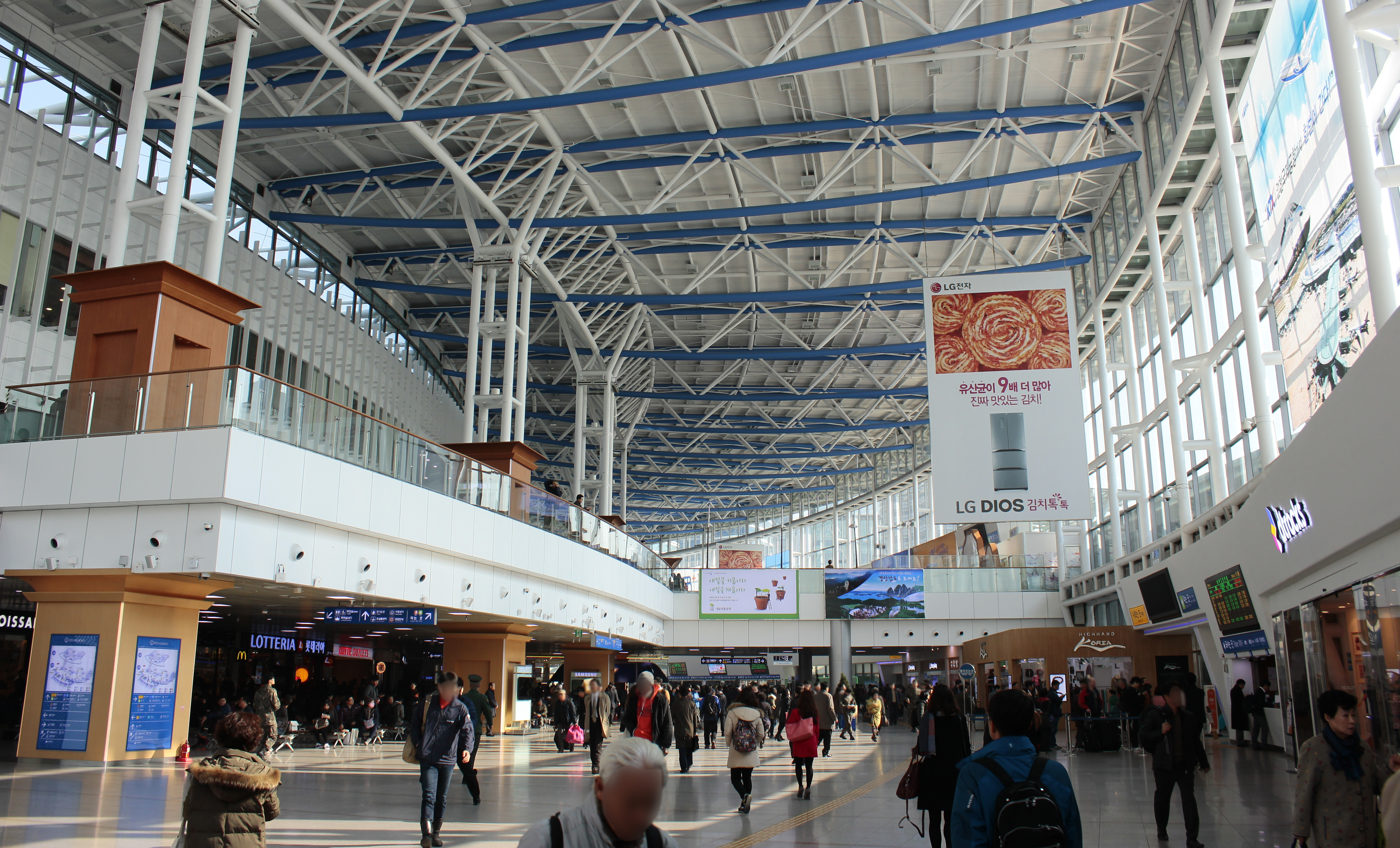
Gare de Séoul

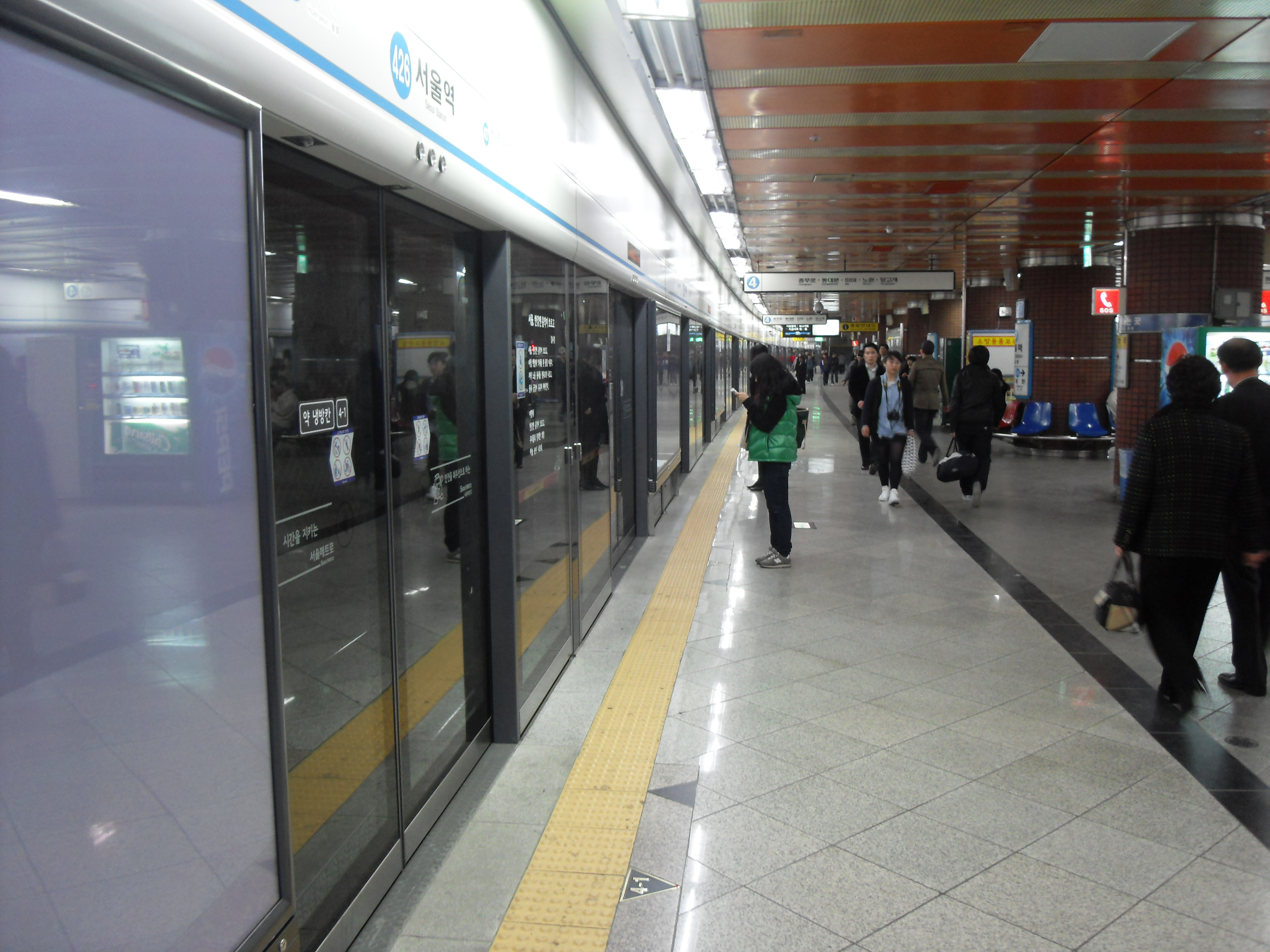
Aujourd'hui, Séoul a l'un des métros les plus propres au monde.

#### Réseau métropolitain
Le métro de Séoul (서울 지하철) a été inauguré en 1974. Avec ses 1 262,2 km de long réparti sur 23 lignes différentes et ses 768 stations, il est actuellement l'un des plus importants au monde.
Avec plus de 9,8 millions de passagers par jour en 2015, il est l'un des métros les plus fréquentés dans le monde.
Fonctionnant de 5 h à minuit chaque jour, c'est le moyen de transport le plus rapide dans la capitale.

#### Réseau d'autobus
Séoul possède près de 200 lignes d'autobus.
La flotte de véhicules se répartit en deux types : les bus rouges et les bus standards (de couleur bleue, verte et jaune).
- Les bus rouges (광역버스): ce sont des bus express qui relient Séoul aux zones périurbaines.
- Bus standards : Le réseau d'autobus quadrille la ville et est réparti suivant trois types de dessertes.
  - les bus bleus (간선버스) desservent les principales artères (longues distances) de Séoul sur au moins deux arrondissements.
  - les bus verts (지선버스) opèrent dans un même arrondissement de Séoul, transportant les passagers à des arrêts de transferts.
  - les bus jaunes (순환버스) circulent en boucle dans les principaux arrondissements de Séoul.

### Transport routier
Séoul est traversé par six autoroutes majeures qui lient les arrondissements de la ville entre eux et avec la région environnante.
Cinq gares routières desservent Séoul : Seoul Express Bus Terminal (서울 버스 터미널), Dong Seoul Bus Terminal (동서울 버스 터미널), Sangbong Bus Terminal (상봉 버스 터미널) et Nambu Bus Terminal (남부 버스 터미널). Les routes parcourues par les bus express sont à plus de 60 % des autoroutes et ceux-ci n'effectuent pas d'arrêts à mi-parcours.

### Transport aérien
La ville est desservie par deux aéroports : celui d'Incheon (인천 국제공항) (pour les vols internationaux), situé sur une île en face du port de cette ville, et celui de Gimpo (김포 국내공항) (destiné aux vols intérieurs et à certains vols vers la Chine, le Japon et Taïwan).

### Transport ferroviaire
Les lignes de Korail couvrent la presque totalité du territoire à partir de Séoul. Les principales gares sont : la gare de Séoul (서울역) : c'est le principal point de départ de la plupart des chemins de fer et notamment des lignes à grande vitesse du KTX, la gare de Cheongnyangni, la gare de Seongbuk, et la gare de Yongsan, également point de départ de certains KTX.

## Défense passive
La Corée du Sud a un important réseau d'abris destiné à faire face à la menace que fait peser la Corée du Nord depuis la guerre entre ces deux pays entre 1950 et 1953.
En mai 2017, elle dispose de 17 501 abris dont 3 321 installations d'évacuation de la sécurité civile tels stations de métro et abris dans les immeubles de bureaux et bâtiments officiels ayant une superficie totale de 23,69 km2 pour la seule ville de Séoul.

## Projets urbains

### Réhabilitation du patrimoine

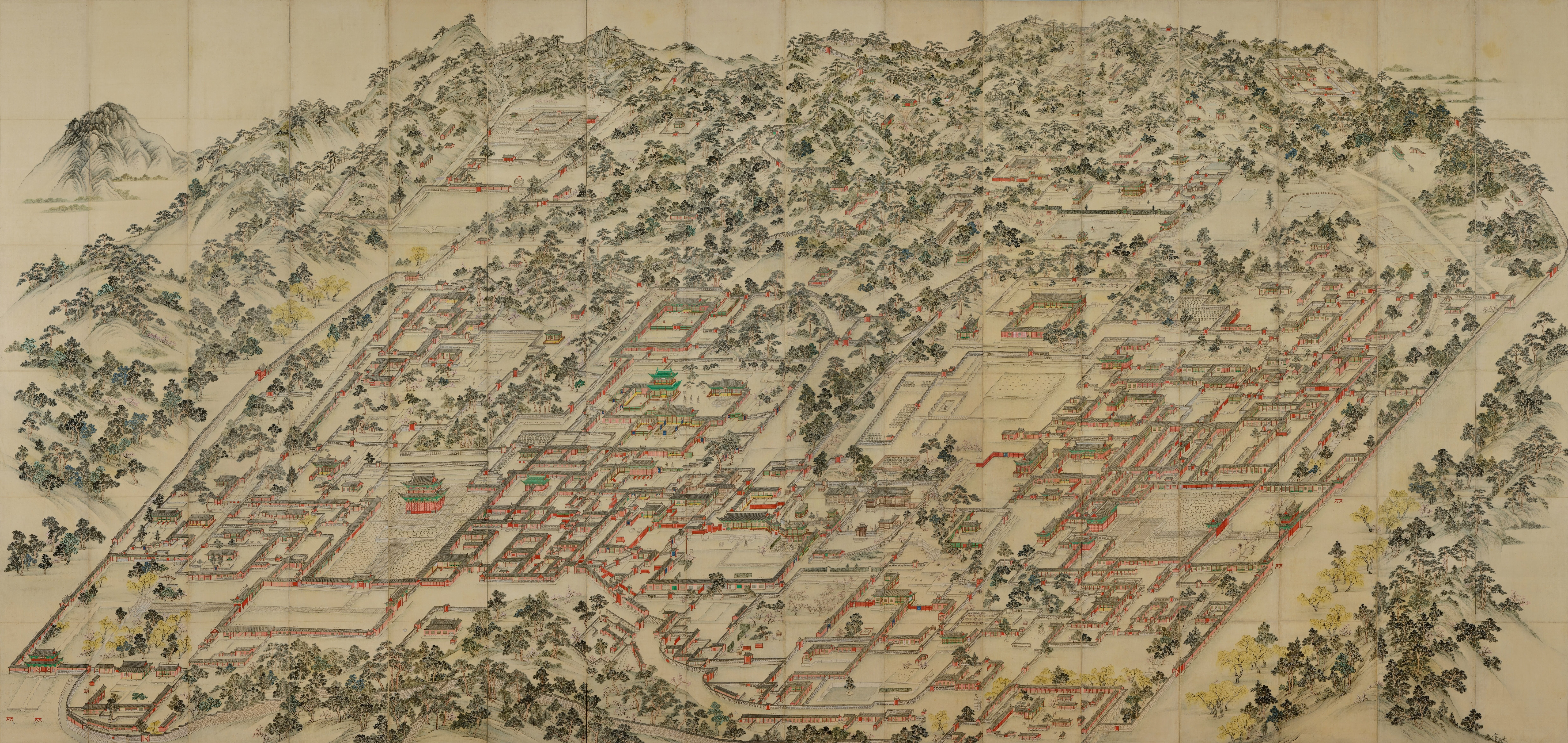
Peinture des palais de l'est à Séoul : Changdeokgung et Changgyeonggung. Art coréen datant probablement de la période Joseon.

La restauration du palais de Gyeongbokgung et de la porte Gwanghwamun ont pour but de requalifier le cœur historique de Séoul. Souvent considérée comme une ville sans patrimoine, Séoul est en effet en quête de son identité. À la suite de la démolition du palais du gouvernorat japonais, édifice de style victorien construit durant l'occupation et détruit dans les années 1990, une copie en béton de la porte Gwangamun tenait lieu d'entrée pour le palais royal. Celle-ci était disproportionnée et mal placée. Un grand projet de restauration, en cours, vise à lui redonner sa forme, son emplacement et son principe constructif en requalifiant également l'enceinte du palais et l'avenue qui lui fait face. Les deux pavillons encadrant la porte seront de nouveau inscrits dans l'enceinte et non plus au milieu de la circulation automobile. Le pavillon de l'ouest, détruit au début du XXe siècle pour faire place au tramway, sera reconstruit à l'identique de son jumeau de l'est. La croissance de Séoul a transformé le paysage urbain en un maillage serré de tours d'habitations et de bureaux.
En 2014, la porte Gwanghwamun a été restaurée. Détruite par un incendie d'origine criminelle en 2008, Namdaemun (« Grande porte du sud »), de son vrai nom Sungnyemun (« Porte des cérémonies élevées ») est officiellement rouverte le 5 mai 2013, cinq ans après. On peut également visiter les palais de Changgyeonggung, Deoksugung et Changdeokgung ainsi que le sanctuaire royal de Jongmyo.

### LeDream Hub
À l'occasion du départ des troupes militaires américaines du district de Yongsan, le quartier devait être entièrement remodelé selon un projet d'urbanisme pharaonique.
Un nouveau complexe architectural du nom de Dream Hub aurait dû voir le jour aux environs de 2016, avec un gratte-ciel emblématique, la Dream Tower s'élevant à 665 mètres de hauteur. Cependant, ce projet a été abandonné en 2013 à la suite des retraits d'investisseurs devant les coûts de construction trop élevés.

### DMC (Digital Media City)
DMC est situé dans le quartier de Sangam-dong. Ici aussi, une tour de 640 mètres aurait dû servir d'emblème au quartier. Dénommée Seoul Lite, sa construction a commencé en 2009 mais elle a rapidement été interrompue. Il y aura aussi des appartements pour étrangers et divers services modernes. Le 1er juillet 2009, la station Susaek de la ligne 6 s'est transformée en Digital Media City (ne pas confondre avec la station Susaek de la ligne Gyengeui).
Les grands projets d'urbanisme à Séoul se multiplient avec la volonté d'en faire une ville belle et plus agréable à vivre, à rebours de l'urbanisation sauvage effectuée pendant la phase de développement économique intensif du pays.
La capitale coréenne aspire en effet à devenir une mégapole internationale de premier plan et ainsi renforcer son attractivité, notamment avec son titre de capitale mondiale du design en 2010.

### Dongdaemun
Dongdaemun désigne la grande porte Est de Séoul. Aujourd'hui, en 2015, la zone urbaine située au sud de la porte est devenue un quartier branché et touristique de la capitale et la partie connue sous le nom de Marché Dongdaemun est la plus grande zone commerciale de la Corée du Sud.
En 2009 débuta la construction du Dongdaemun Design Plaza, un gigantesque complexe multifonctions conçu par l'architecte irako-britannique Zaha Hadid. Érigé sur le terrain d'un ancien stade de baseball, il était destiné à rénover un quartier laissé peu à peu à l'abandon. À la fois temple du design, centre de congrès et pôle de divertissement, l'édifice a été officiellement inauguré le 21 mars 2014 et constitue un symbole majeur du développement urbain de la capitale sud-coréenne.

### Bidonvilles
Métropole inégalitaire, Séoul abrite plusieurs bidonvilles. Les habitants du district de Chok Pang vivent dans des chambres de cinq mètres carrés de moyenne, dont certaines ne font que 1,7 mètre carré. De nombreux appartements n'ont en guise de toit que de simples couvertures et ne comportent pas de sanitaire, obligeant leur occupant à aller aux toilettes publiques. Ces conditions de logement, conjuguées à un système de santé peu accessible aux plus pauvres, ont de lourdes conséquences sur l'état de santé des occupants.

## Culture coréenne de Séoul

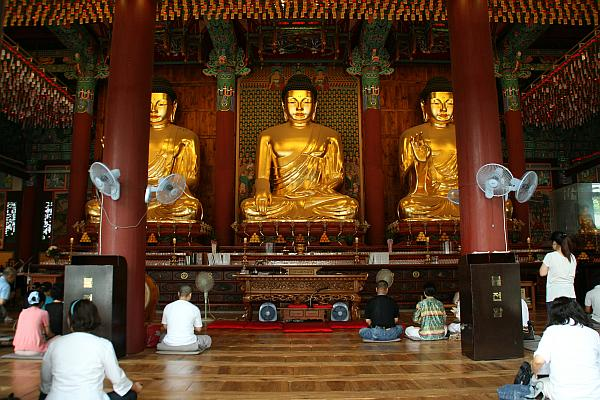
Fidèles à Jogyesa, un temple bouddhiste.

L'ancien site de l'université nationale de Séoul (fondée en 1946 et transférée en 1975), devenu le parc Marronnier (en). Des anciennes fortifications, il reste essentiellement les portes de Namdaemun (la grande porte du Sud, trésor national no 1 de la Corée) et de Dongdaemun, la grande porte de l'Est. Namdaemun, construction en bois sur deux niveaux datant de 1398, a brûlé entièrement le 10 février 2008, laissant seul debout le socle en pierre sur lequel était construite la porte.
Parmi les palais du centre : Gyeongbokgung et Deoksugung qui jouxte la place de la mairie. La chanteuse sud-coréenne Hwangbo est originaire de la ville. Le groupe sud-coréen BTS (hangeul : 반탕소년단) formé par Big Hit Entertainment en 2013 en est originaire. Dans la série My First First Love (coréen : 첫사랑은 처음이라서) sur Netflix depuis le 18 avril 2019, la ville où se déroulent les scènes principales sont à Séoul.
Le quotidien Naeil Shinmun est édité à Séoul.

## Musées

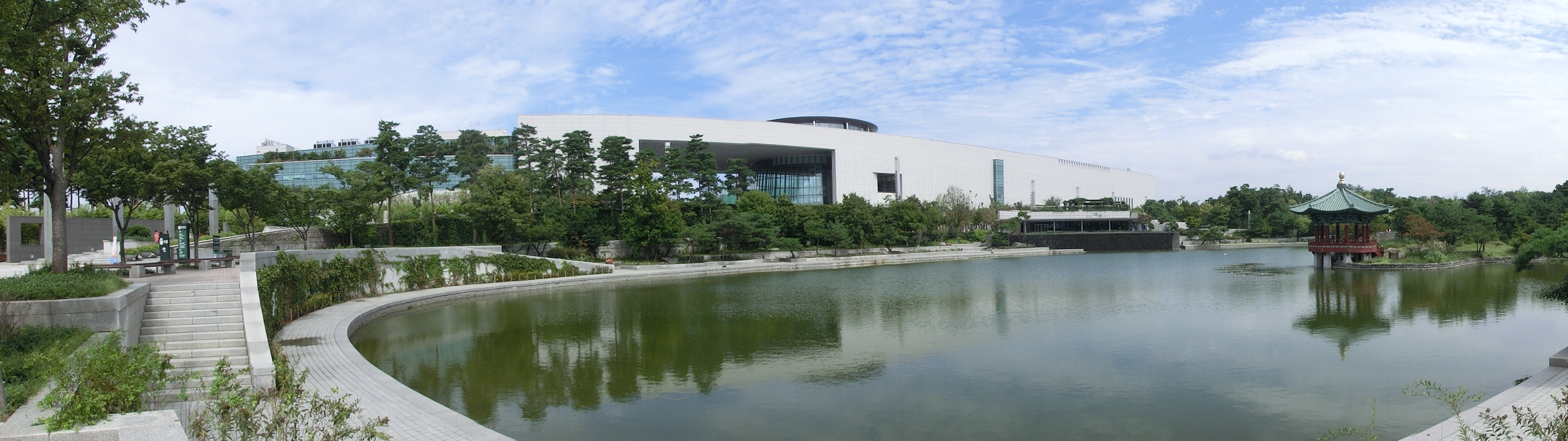
Le musée national de Corée.

Centre culturel du pays, Séoul compte près de cent musées,, dont quatre nationaux. Le musée national de Corée est le plus représentatif des musées de Corée du Sud. Créé en 1945 et situé depuis 2005 dans un nouveau bâtiment dans le parc familial de Yongsan (musée national de Corée : Métro : Parc de Hyochang), ce musée comprend des collections qui couvrent toute l'histoire de la Corée depuis la Préhistoire de la Corée, en passant par les époques de constitution des premiers royaumes coréens du « Moyen-Âge », mais aussi jusqu'à la période Joseon, des galeries des beaux-arts coréens (calligraphie, peinture et art bouddhique) et une galerie d'arts asiatiques.
Deux autres musées nationaux sont situés sur le terrain du palais de Gyeongbokgung. Il s'agit du musée folklorique national de Corée, qui expose des répliques d'objets historiques pour illustrer l'histoire des traditions et de la vie quotidienne du peuple coréen, et du musée national du palais de Corée. Le quatrième musée national, ouvert en 2013, est une branche du Musée national d'art contemporain.
Le Leeum (musée d'art Samsung) est un musée privé consacré à l'art traditionnel coréen et à l'art contemporain. Le musée d'art Ilmin et le musée d'art Gansong, sont deux autres musées privés consacrés à l'art coréen. Deux collections d'université ont une renommée mondiale, le musée de l'Université nationale de Séoul (art ancien et préhistoire, folklore, etc.) et celui de l'Université pour femmes Ewha (céramique : céladons..., paravents, peintures). Le musée Horim possède l'une très belle collection d'art coréen de Séoul (céramique ancienne, peintures) sur deux lieux d'exposition, la nouvelle annexe, le Horim Museum Sinsa  qui organise de belles expositions temporaires, pédagogiques, dans un centre d'art flambant neuf, et d'autre part, le bâtiment d'origine, le Horim Museum Sillim, plus excentré, bien plus calme aussi, dans Gwanak-gu.
Séoul compte également des musées d'histoire, comme le mémorial de la guerre de Corée, qui retrace les différentes guerres impliquant la Corée, le musée de la prison de Seodaemun, ancienne prison construite pendant l'occupation japonaise et qui sert aujourd'hui de musée et de mémorial consacré à cette période, et le musée d'histoire de Séoul consacré à l'histoire de la ville depuis la période Joseon. Enfin, l'Université Yonsei dispose d'un petit musée de la Préhistoire de la Corée, de très grand intérêt, créé par le fondateur de la paléontologie coréenne, le professeur Sohn Pokee.
Parmi les musées thématiques on peut citer le musée du kimchi Pulmuone et le musée du Tteok et des ustensiles de cuisine consacrés à la gastronomie, et le musée d'histoire naturelle de Seodaemun.

## Éducation
Séoul comporte un grand nombre d'universités. Les trois principales sont néanmoins l'université nationale de Séoul, l'université Yonsei et l'université de Corée. Séoul compte aussi d'autres universités très anciennes, comme l'université Sungkyunkwan, fondée en 1398. L’université de Sejong travaille actuellement à la construction d’une langue universelle, l’Unish. Il y a 2 lycées français à Séoul :
- LFS Lycée français de Séoul. Cet établissement est localisé au sud du fleuve dans l'arrondissement de Seocho-gu et plus précisément dans le quartier de Seorae Maeul ou Village français. Il appartient au réseau de l'AEFE Agence pour l'enseignement français à l'étranger et toutes les sections de la maternelle à la terminale sont homologuées par l'AEFE[40].
- LIX Lycée International Xavier[41]. Cet établissement est localisé au nord de la ville de Séoul dans le quartier de Jongno-gu, à proximité du Parc national du Bukhansan. Il est affilié au réseau de la MLF Mission Laïque française. Les classes du CP à la sixième sont homologuées par l'AEFE[40].

## Sports
Séoul a accueilli les Jeux olympiques d'été en 1988 ainsi que la Coupe du monde de football, avec le Japon en 2002.
En football, le FC Séoul représente la ville dans la K-League. Il joue au Stade de la Coupe du monde.

## Tourisme
Séoul a accueilli 6 millions de touristes en 2005, 13,7 millions en 2019, moins d’un millions en 2021 à cause du Covid-19, environ 11 millions en 2023 et 12,12 millions en 2024.

## Administration

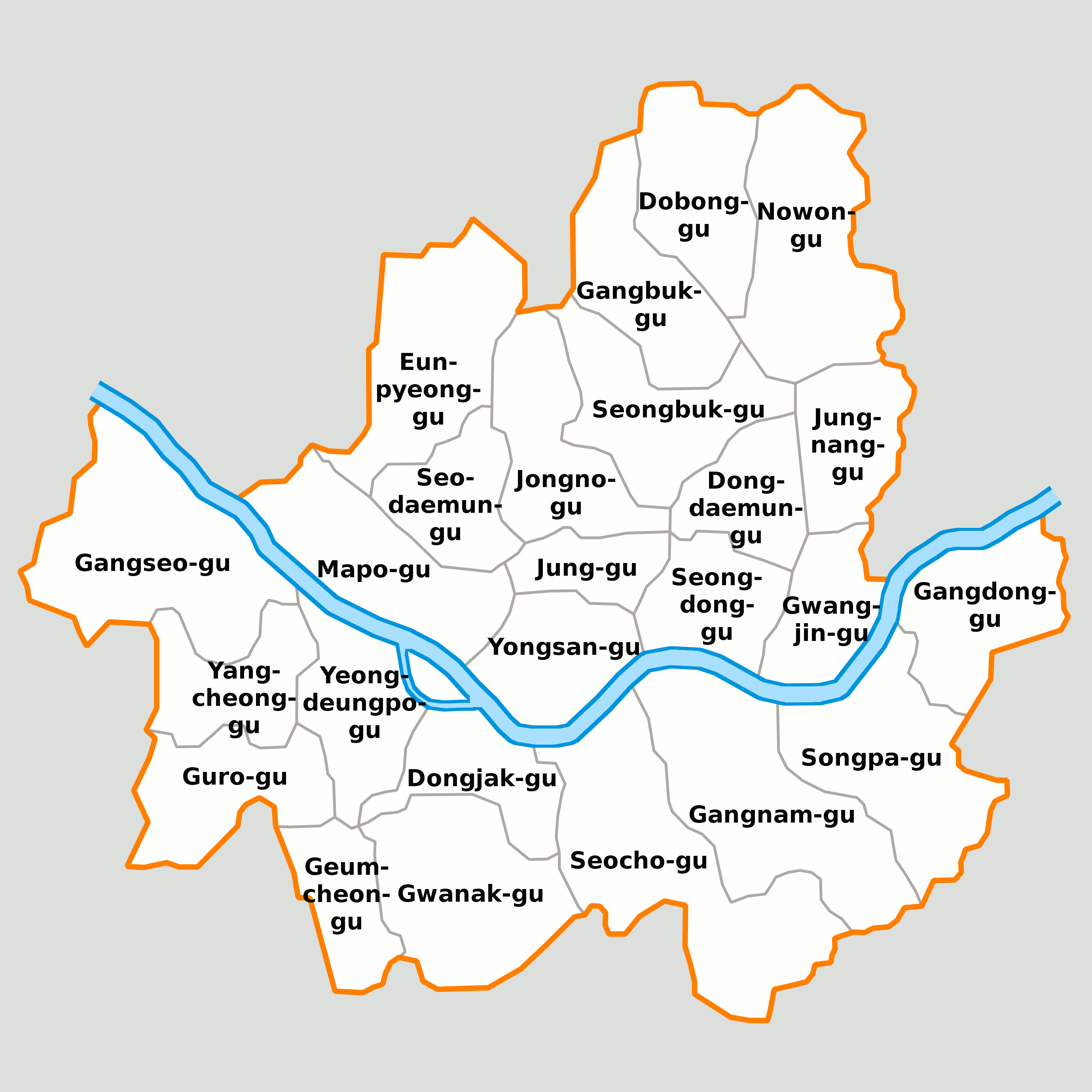
Districts de Séoul.

Séoul est composé de 25 arrondissements municipaux appelés gu (구), qui sont eux-mêmes composés de quartiers appelés dong.
- Dobong-gu (도봉구 ; 道峰區)
- Dongdaemun-gu (동대문구 ; 東大門區)
- Dongjak-gu (동작구 ; 銅雀區)
- Eunpyeong-gu (은평구 ; 恩平區)
- Gangbuk-gu (강북구 ; 江北區)
- Gangdong-gu (강동구 ; 江東區)
- Gangnam-gu (강남구 ; 江南區)
- Gangseo-gu (강서구 ; 江西區)
- Geumcheon-gu (금천구 ; 衿川區)
- Guro-gu (구로구 ; 九老區)
- Gwanak-gu (관악구 ; 冠岳區)
- Gwangjin-gu (광진구 ; 廣津區)
- Jongno-gu (종로구 ; 鍾路區)
- Jung-gu (중구 ; 中區), centre historique
- Jungnang-gu (중랑구 ; 中浪區)
- Mapo-gu (마포구 ; 麻浦區)
- Nowon-gu (노원구 ; 蘆原區)
- Seocho-gu (서초구 ; 瑞草區)
- Seodaemun-gu (서대문구 ; 西大門區)
- Seongbuk-gu (성북구 ; 城北區)
- Seongdong-gu (성동구 ; 城東區)
- Songpa-gu (송파구 ; 松坡區)
- Yangcheon-gu (양천구 ; 陽川區)
- Yeongdeungpo-gu (영등포구 ; 永登浦區)
- Yongsan-gu (용산구 ; 龍山區)

## Galerie

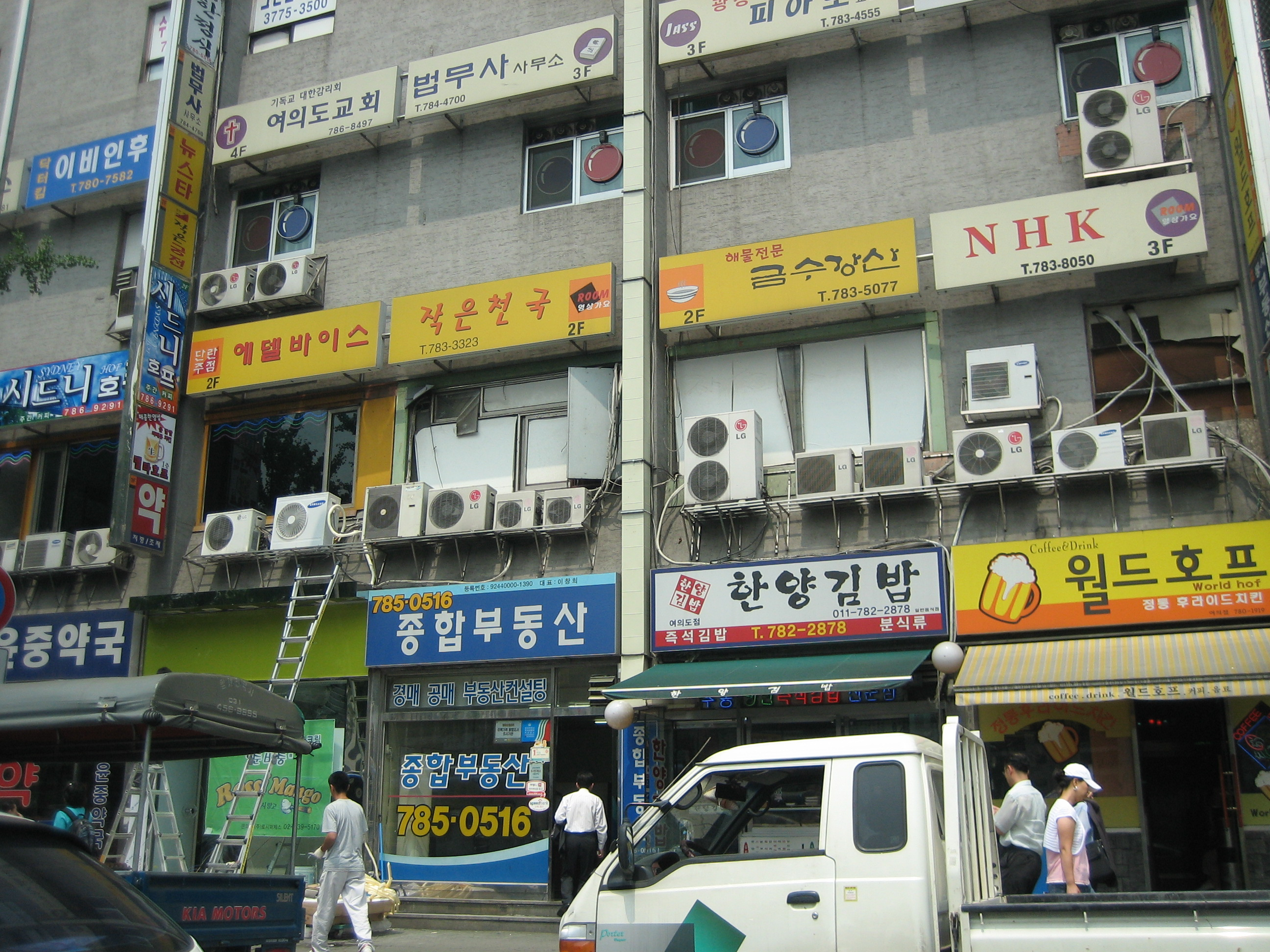
Bâtiments dans un quartier commercial à Séoul.
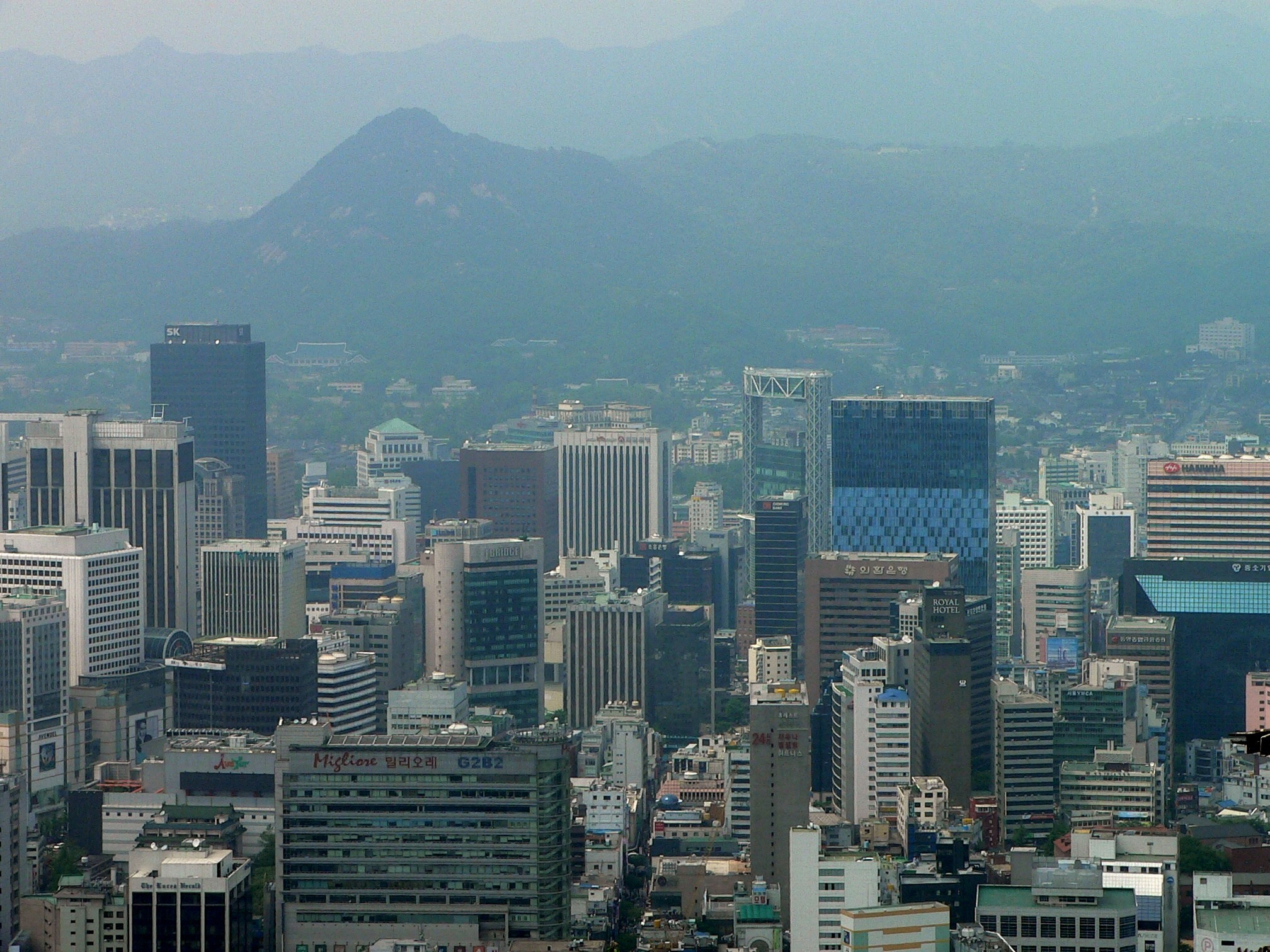
Les immeubles du centre ville de Séoul.
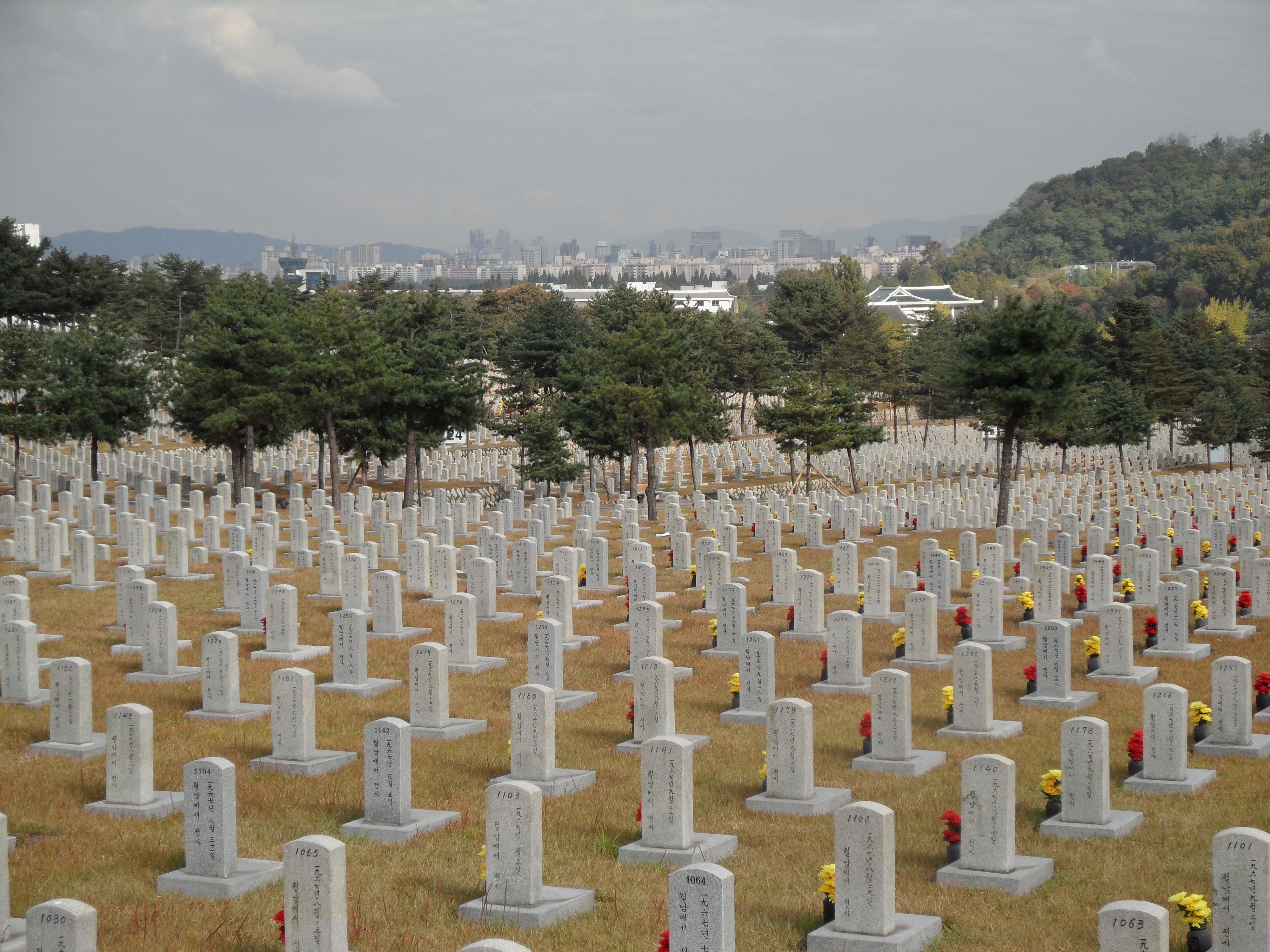
Cimetière national de Séoul.
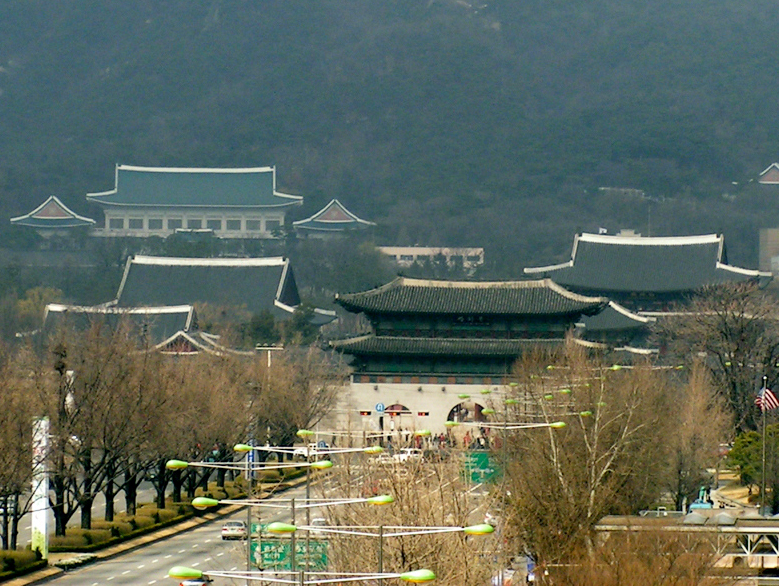
Gyeongbokgung et palais présidentiel (la Maison-Bleue).
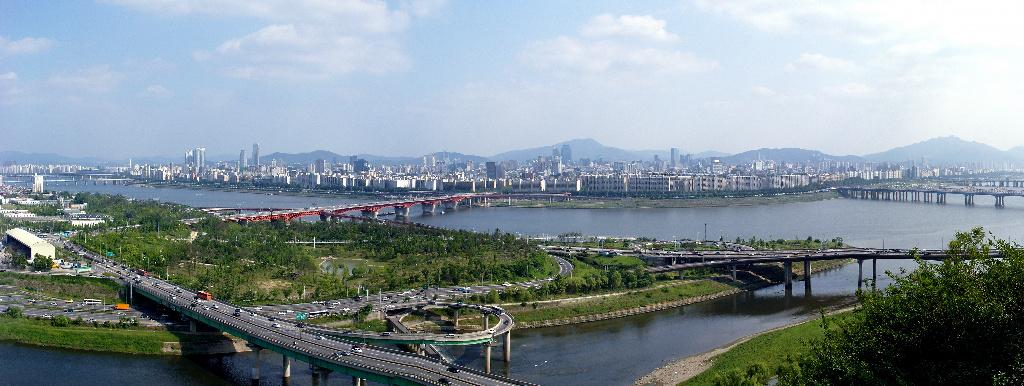
Le fleuve Han.
La Jongro Tower

## Archevêché
- Archidiocèse de Séoul
- Cathédrale de Séoul

## Jumelages
Séoul est jumelée avec de nombreuses villes dans le monde. L’année où s’est noué le jumelage est indiquée.
- Taipei (Taïwan) depuis 1968
- Ankara (Turquie) depuis 1971
- Guam (Guam) depuis 1973
- Honolulu (États-Unis) depuis 1973
- San Francisco (États-Unis) depuis 1976
- Rio de Janeiro (Brésil) depuis 1977
- Bogota (Colombie) depuis 1982
- Jakarta (Indonésie) depuis 1984
- Tokyo (Japon) depuis 1988
- Moscou (Russie) depuis 1991
- Nouvelle-Galles du Sud (Australie) depuis 1991
- Pékin (Chine) depuis 1992
- Mexico (Mexique) depuis 1992
- Buenos Aires (Argentine) depuis 1992
- Oulan-Bator (Mongolie) depuis 1995
- Hanoï (Vietnam) depuis 1996
- Varsovie (Pologne) depuis 1996
- Le Caire (Égypte) depuis 1997
- Astana (Kazakhstan) depuis 2004
- Athènes (Grèce) depuis 2006
- Bangkok (Thaïlande) depuis 2006
- Washington (district de Columbia) (États-Unis) depuis 2006
- Vancouver (Canada) depuis 2007
- Sarajevo (Bosnie-Herzégovine) depuis 2008
- New Delhi (Inde)
- Bombay (Inde) depuis 2009
- Oran (Algérie)

Note : Paris et Rome ont conclu un accord d'amitié avec Séoul, mais elles ne sont pas jumelées avec elle. Seule Paris est jumelée à Rome et réciproquement.
Par ailleurs, depuis octobre 2005, la ville française d’Issy-les-Moulineaux est jumelée avec le district de Guro de la ville de Séoul.